# Derecho eclesiástico
El Derecho eclesiástico del Estado de acuerdo a la moderna Ciencia del Derecho, es el conjunto de normas jurídicas que los Estados dictan, en el marco de su propio ordenamiento jurídico, para regular los aspectos sociales de los fenómenos religiosos. No debe confundirse con el Derecho religioso.
Las normas de esta clase integran todos aquellos preceptos legales que afectan a las personas, instituciones, relaciones y actividades que se dirigen a finalidades sociales religiosas, es decir, la regulación de las actividades sociales de origen religioso de sus ciudadanos. 
En estas se incluyen, entre otras, disposiciones de Derecho civil, laboral, administrativo, tributario y penal. 
Tales normas pueden ser dictadas por el Estado, vía acuerdo con las diferentes confesiones religiosas (como los concordatos en el caso de la Iglesia católica), o unilateralmente. A través de ellas se regulan, por ejemplo, el estatuto jurídico de los ministros de culto, las exenciones tributarias a las confesiones religiosas, el reconocimiento civil de ciertos actos celebrados o efectuados ante éstas (como los matrimonios) o de las sentencias de los tribunales u otros organismos propios de las confesiones religiosas.

## Origen histórico del Derecho eclesiástico del Estado
El Derecho eclesiástico del Estado tal y como nosotros lo conocemos surge tras la Reforma protestante, en la que se produce un movimiento de distinción absoluta entre el Derecho canónico y el Derecho eclesiástico. Sin embargo, no es completo un estudio sin conocer la evolución de las relaciones entre la Iglesia y el Estado en los primeros siglos.
En primer lugar distinguimos un momento histórico que se caracteriza fundamentalmente por la tolerancia, porque tras la aparición del cristianismo, el imperio analiza ese fenómeno (el de la aparición del cristianismo) con indiferencia, hasta el extremo que llegó a confundir el cristianismo con el judaísmo.
La actitud del Imperio cambia, pasando a ser esta sociedad cristiana una sociedad perseguida. Algunas de las modificaciones de la sociedad cristiana pueden suponer un peligro. Estas persecuciones de la sociedad finalizan con el Edicto de Milán. 
El Edicto de Milán instala una nueva época. Esa tolerancia iniciada en los primeros años se eleva al plano del Derecho y trae como consecuencia que al menos en la práctica quedan equiparadas todas las religiones.
Poco a poco el cristianismo se va convirtiendo en la religión predominante. Durante este periodo el poder judicial sufre un profundo cambio. La relación entre los ordenamientos civil y canónico es de absoluta identidad, por cuanto el Derecho del Estado se confeccionaliza y el Derecho canónico se seculariza. Esta situación no es idílica y rápidamente la supuesta colaboración entre el poder civil y espiritual se rompe y comienza a producirse intromisiones. La consecuencia de estas intromisiones son las luchas de poder, entre el poder espiritual y el poder civil. De esta lucha nacen dos espadas – temporal y espiritual – y según San Agustín, cuando gana en esta lucha lo temporal nace el cesaropapismo y cuando gana en esta lucha lo espiritual nace la teocracia. El papa Gelasio con motivo de una de las primeras luchas entre lo civil y lo religioso, configura una de las teorías más importantes que surgen en la materia:
Dualismo gelasino
Sienta las bases para la alternancia entre el cesaropapismo y la teocracia.
Esta distinción llevada al campo de la libertad de conciencia (Derecho eclesiástico) plantea una conclusión muy adecuada. En este tiempo la religión católica goza de importantes privilegios hasta el extremo de considerar al no católico, al no cristiano como hereje. En esta época se produce un hecho histórico que va a tener influencia decisiva a lo largo del devenir posterior. Este hecho histórico es la coronación de Carlomagno. Éste decide ser coronado por el papa León III. Ante este hecho histórico surgen varias teorías o interpretaciones:
Carolingia
Defiende la supremacía del emperador, basándola en:
1. Que la coronación es un acto jurídico
2. La intervención del papa es una mera intervención ceremonial
3. La coronación supone un reconocimiento jurídico de la propia supremacía carolingia invertida:

Basaba su éxito en:
1. La coronación era un acto religioso
2. Lo constitutivo es la intervención del Papa
3. El Imperio era una Institución religiosa

Los dos ordenamientos (estatal y canónico) siguen un modelo unitario, aunque es una relación sui generis porque Carlomagno se atribuye las competencias de la Iglesia y esto da lugar a una secularización del Derecho. Muere Carlomagno y sus sucesores son débiles. Esta situación es aprovechada por la Iglesia para mostrar la situación de supremacía.
En esta situación la Iglesia lo que hace es desarrollar una labor supletoria, atribuyéndose funciones propias de la esfera civil. Esto provoca que se cree una nueva concepción del mundo. 
Nace la República cristiana: única realidad (un pueblo civil y un pueblo religioso).
La nueva situación nos lleva a afirmar que tras el tiempo de sumisión del Derecho canónico en un primer momento, el Derecho religioso se atribuye tal importancia que se produce una espiritualización del Derecho imperial hasta llegar al Sacro Imperio Romano Germánico. 
Esto nos lleva a afirmar que el factor determinante respecto a la libertad de conciencia en la Edad Media es la intolerancia, porque se producen posturas teocráticas en donde los poderes coactivos temporal y espiritual son intercambiables, lo que conlleva que los delitos y penas espirituales tengan traducción directa e inmediata en delitos y penas temporales.
La Reforma protestante aparece cuando surgen los nuevos Estados absolutos. Los príncipes, los soberanos intentan que lo político asuma también a lo religioso. La sumisión del poder religioso es muy peculiar porque el propio príncipe reconoce a la religión un poder importante en la vida social.
En la primera mitad del siglo XVI d. C. surge la Reforma protestante, en cuyo movimiento destacan tres personas: Lutero, Zwinglio y Calvino. El objetivo común era identificar lo máximo posible Iglesia y Estado, pero con la prevalencia del Estado. La reforma protestante trae como consecuencia que los súbditos quedan obligados a la religión del príncipe, de ahí que aparece las llamadas iglesias de Estados o Iglesias nacionales. Desde el punto de vista jurídico este movimiento de reforma da lugar a la distinción entre el Derecho eclesiástico y el Derecho canónico, en consecuencia se produce un cambio en la concepción del Derecho eclesiástico del Estado.
Lutero
Separación Iglesia – Estado
La idea es que el Ministro de culto se dedique a las labores de predicación y que el Gobierno se deje en manos de las autoridades civiles. El príncipe es una especie de obispo que estará siempre encargado de mantener el orden de la Iglesia y que será el responsable de la organización de la comunidad religiosa.
Zwinglio
Colaboración Iglesia – Estado
Parte de la premisa de que la Iglesia y el Estado se necesitan mutuamente, por lo tanto, es necesaria la colaboración.	Cuando los obispos no tomen decisiones necesarias para el buen funcionamiento de esa cohabitación, el príncipe (soberano) queda facultado para hacerlo y ello en función de la propia magistratura que presenta (con base en el Estado).
Calvino
Colaboración Iglesia – Estado
La magistratura puede intervenir, considera que la magistratura son ministros ordenados por Dios; lo que Calvino defiende es una teocracia, en la que el Estado está sometido a la vigilancia del clero.
Esta situación continua en los siglos XVI y XVII y supone el paso de una situación de intolerancia a otra de tolerancia en lugares concretos y determinados.
En el siglo XVIII d. C. “siglo de las luces”, triunfan las ideas de la ilustración y como consecuencia los aires de secularización impregnan la sociedad europea.
El poder político pierde su carácter religioso. El criterio de contrastabilidad (la fe) deja de serlo. Se produce una secularización de la sociedad, del poder político. El fundamento del poder deja de ser religioso y empieza a secularizarse el Derecho.